# ISS Pro Evolution
ISS Pro Evolution (conhecido como World Soccer: Jikkyou Winning Eleven 4 no Japão) é o terceiro videogame da série ISS Pro, desenvolvido exclusivamente para o PlayStation pela Konami Computer Entertainment Tokyo, uma divisão da Konami. O jogador Hiroshi Nanami aparece na arte de capa da versão japonesa do game.
O mecanismo foi recriado, oferecendo novos movimentos, animações e gráficos aprimorados. Durante a promoção do jogo, foram utilizados os seguintes slogans: "O rei do futebol retorna" e "Isso realmente É futebol!" . A nova versão apresentava listas de jogadores atualizadas, uma quantidade estendida de modos de jogo, equipes (incluindo equipes de clubes pela primeira vez), estádios e configurações que ofereciam um editor de jogadores altamente desenvolvido, que dessa vez não se limita apenas à edição de nomes. O jogo era preciso em todos os detalhes e aspectos do jogo, como o fato de o capitão da equipe poder ser selecionado com o distintivo do capitão no braço e a cor dos sapatos dos jogadores também ser individualizada. Os Replays podem ser armazenados no cartão de memória, além de troféus ganhos e bônus desbloqueados. Nesta versão, o sistema de passe um-dois foi altamente desenvolvido, tornando-se uma das maiores ameaças ao oponente e o drible, que incluía batidas com efeito, foi introduzido como uma nova manobra na jogabilidade.

## Conteúdo
O número de equipes internacionais foi aumentado em relação ao lançamento anterior. As equipes ainda não estão licenciadas, embora tenham seus kits originais de casa, fora e goleiros com emblemas e logotipos parecidos com os emblemas oficiais. No entanto, como no ISS Pro 98/Winning Eleven 3, os nomes dos jogadores estão com erros de ortografia, mas a maioria deles soa correta ao serem pronunciados, como Nigel Martyn sendo conhecido no jogo como "Martin" (o nome não licenciado tem a mesma pronúncia do nome real). Ainda assim, alguns jogadores têm seus nomes reais. Esses jogadores incluem Rafael Márquez, Sol Campbell, David Regis e Maik Taylor . Cada equipe é composta por 22 jogadores.
No ISS Pro Evolution, pela primeira vez na série, equipes de clubes foram incluídas (há 16 clubes em destaque no jogo, como o FC Barcelona) junto com as seleções nacionais; no entanto, eles só poderiam ser jogados no novo modo Master League, a menos que o jogador tenha exportado o time no cartão de memória. As equipes dos clubes são nomeadas com seus respectivos nomes de cidades em referência aos seus equivalentes da vida real, como "London" e "Amsterdam" para Arsenal e Ajax, respectivamente. Assim como as equipes nacionais, as equipes de clubes são compostas por 22 jogadores. As formações refletem as equipes reais da temporada 1998/1999, bem como os uniformes.
Os 10 estádios diferentes incluídos no ISS Pro Evolution não são mais genéricos nomeados em ordem de letras como nas versões anteriores (embora exista uma imitação do antigo Estádio de Wembley no ISS Pro 98). Os nomes fictícios dos estádios representam seus equivalentes na vida real; por exemplo, Stamford Bridge é nomeado "Blue Bridge", enquanto Old Trafford aparece como "Trad Brick Stadium".

## Master League
Um dos principais novos recursos do ISS Pro Evolution é um novo modo de jogo chamado Master League. A Master League é uma liga exclusiva composta por 16 times de clubes incluídos no jogo, refletindo os melhores clubes europeus da época. Independentemente de com qual time você escolher jogar, seu esquadrão será substituído por um esquadrão genérico composto por jogadores fictícios. A ideia da Master League, além de vencer toda a competição, é completar uma equipe com jogadores reais em termos de transferências. As transferências são baseadas na troca de jogadores por pontos que você ganha de acordo com o seu recorde de jogo, que é calculado de acordo com os resultados alcançados - uma vitória é igual a 8 pontos e um empate ganha 4 pontos. Os pontos de bônus, dependendo da diferença de gols no final da partida, também são adicionados à pontuação total de pontos (o bônus é ajustado à dificuldade da Master League, portanto, a diferença de gols no nível de dificuldade difícil é multiplicada por 2). Após a conclusão da Master League, devido à falta de divisões diferentes, os clubes não são promovidos ou rebaixados, independentemente de sua posição final. Em vez disso, a Master League começa desde o início, e todos os jogadores adquiridos por transferências são mantidos no elenco do jogador, e o jogador pode continuar jogando na Master League para, eventualmente, comprar mais jogadores com seus pontos adquiridos até que o jogador finalmente crie o esquadrão desejado, já que a Master League nunca termina e sempre se reinicia depois que todas as partidas foram disputadas. O esquadrão do jogador pode ser exportado para fora da Master League para uso em outros modos de jogo, como os modos de treinamento e exibição.
O modo de jogo da Master League está presente em todas as versões subseqüentes das séries ISS e Pro Evolution Soccer (PES). Nas versões sucessivas da série, ao longo de muitas modificações e melhorias, as versões posteriores da Master League diferem muito da Master League original usada no ISS Pro Evolution, já que os jogos PES mais recentes são uma emulação de uma temporada inteira com promoções e rebaixamentos sendo adicionados devido a novas divisões, em vez de se ter apenas uma divisão.

## Recepção
- "O melhor jogo de futebol já feito", 5/5, Computer and Video Games Magazine
- "De tirar o fôlego em todos os aspectos", 9/10, Official PlayStation Magazine
- "O melhor jogo de futebol que já vimos", 97%, Play Magazine
- "ISS é um jogo totalmente brilhante!", 98%, PlayStation Power Magazine

Além de muitas críticas lisonjeiras, o jogo também ganhou o ECTS Interactive Entertainment Award em 1999.